# 圖爾卡
圖爾卡（羅馬化：Turka）是烏克蘭西部的城市，隸屬利沃夫州桑比爾區同名市镇，位於斯特雷河左岸，距離德羅霍貝奇約63公里，距離桑比爾約62公里，距離首府利沃夫市中心約133公里，距離薩諾克約130公里，始建於公元9世紀，面積3平方公里，海拔高度557米，2022年人口6,925。

## 市鎮下轄村落
- 沃夫切
- 普里斯利普
- 亞沃拉
- 羅茲盧奇
- 利姆納
- 伊利尼克
- 扎瓦季夫卡
- 伊薩伊
- 亞塞尼察
- 拉迪奇
- 洛西內茨
- 梅利尼奇內
- 茹科廷
- 舒米亞奇